# ریموند و ری
ریموند و ری (به انگلیسی: Raymond & Ray) فیلمی محصول سال ۲۰۲۲ و به کارگردانی رودریگو گارسیا است. در این فیلم بازیگرانی همچون ایوان مک‌گرگور، ایثن هاک، ماریبل وردو، سوفی اوکوندو، واندی کرتیس-هال و اسکار نونز ایفای نقش کرده‌اند.